# Victor de Le Rue
Pour les articles homonymes, voir de Le Rue.
Victor de Le Rue, né le 8 juin 1989, est un snowboardeur français.
Il est le frère des snowboardeurs Paul-Henri de Le Rue et Xavier de Le Rue.
Il remporte le Freeride World Tour en snowboard en 2019, 2021, 2024 et 2025.